# Raghogarh-Vijaypur
Raghogarh-Vijaypur (o Raghugarh) è una suddivisione dell'India, classificata come municipality, di 49.193 abitanti, situata nel distretto di Guna, nello stato federato del Madhya Pradesh. In base al numero di abitanti la città rientra nella classe III (da 20.000 a 49.999 persone).

## Geografia fisica
La città è situata a 24° 26' 60 N e 77° 12' 0 E e ha un'altitudine di 486 m s.l.m..

## Società

### Evoluzione demografica
Al censimento del 2001 la popolazione di Raghogarh-Vijaypur assommava a 49.193 persone, delle quali 25.785 maschi e 23.408 femmine. I bambini di età inferiore o uguale ai sei anni assommavano a 8.943, dei quali 4.642 maschi e 4.301 femmine. Infine, coloro che erano in grado di saper almeno leggere e scrivere erano 27.589, dei quali 17.402 maschi e 10.187 femmine.